# Zeschau (Adelsgeschlecht)

Wappen derer von Zeschau

Zeschau bzw. Tschesch ist der Name eines meißnischen Uradelsgeschlechts, das in Sachsen, Schlesien, Preußen, Russland, Italien, Spanien, Mexiko, Argentinien, Chile, Brasilien, im Deutschen Reich und in Deutschland ansässig war und ist. Die Namensform wechselte zwischen Sessov, Chessow, Ceschaw, Czeschow, Czesschaw, Czessow, Czesche, Scezssowe, Tschesse, Tschesche, Tscheschaw, Tzeschaw, Zesche, Zescho, Zesscho, Zeschow und Zeschau.

## Geschichte

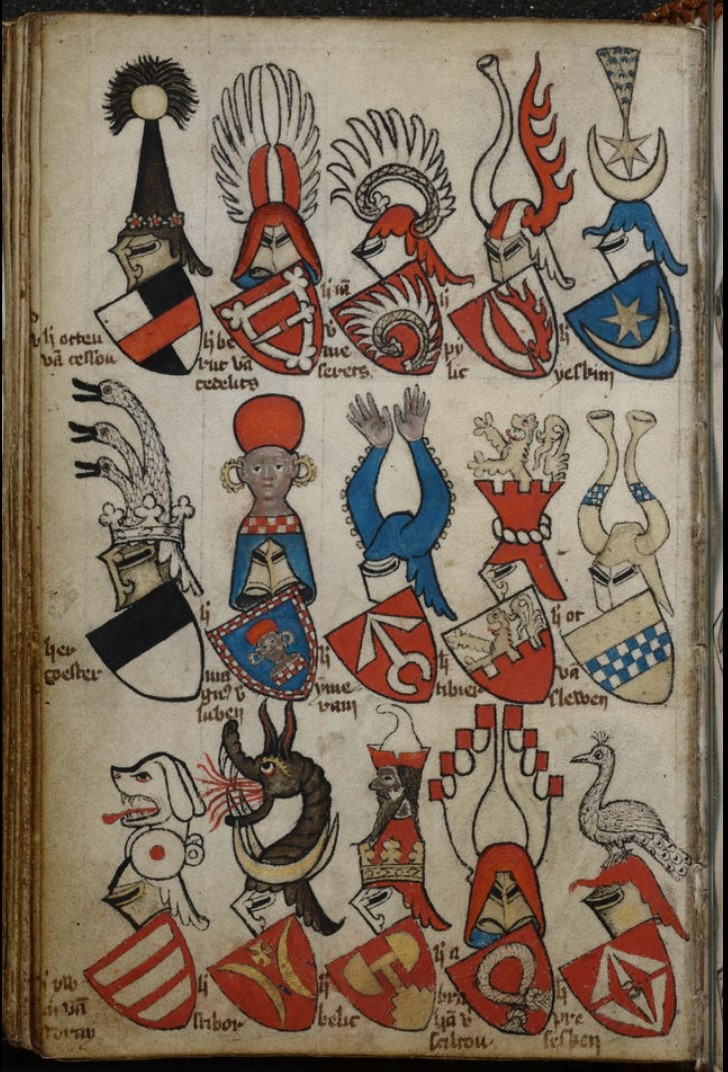
Wappen im Armorial Gelre

### Sachsen
Das Geschlecht wird erstmals am 31. März 1206 auf der Gründungsurkunde Dresdens mit Bernhard de Sessowe urkundlich erwähnt. Die Stammreihe beginnt mit Hans von Tscheschaw (Zeschow) auf Dobritsch, der 1440–1467 urkundlich erwähnt ist. Nur wenige Güter wie Jessen und Gieritz konnten über mehrere Generationen geführt werden. Die Vertreter der Familie gingen zumeist in den Militär- und Staatsdienst. Zuletzt namhaft mit dem Generalleutnant Heinrich Leopold von Zeschau (1837–1904) und seinem Sohn Generalmajor Heinrich Adolf Gottfried von Zeschau (1866–1921). Des Weiteren fungierte ein Heinrich Anton von Zeschau als Ordenskanzler des königlich-sächsischen Zivilverdienstordens. Mit Lampertswalde bei Oschatz konnte 1927 durch Heirat nochmals ein Rittergut erworben werden. Marie-Louise von Pflugk-Lambertswalde (1901–1979) hatte Andreas von Zeschau (1896–1971) geheiratet. Der Offizier und Landwirt weist eine Besonderheit auf und ist einer von zwei Ausnahmen der Wiederaufnahme in den Johanniterorden, nachdem er 1939 dort austrat und 1961 abermals Ehrenritter wurde. Er war Vorsitzender des Geschlechtsvereins derer von Zeschau und als Genealoge tätig.

### Schlesien

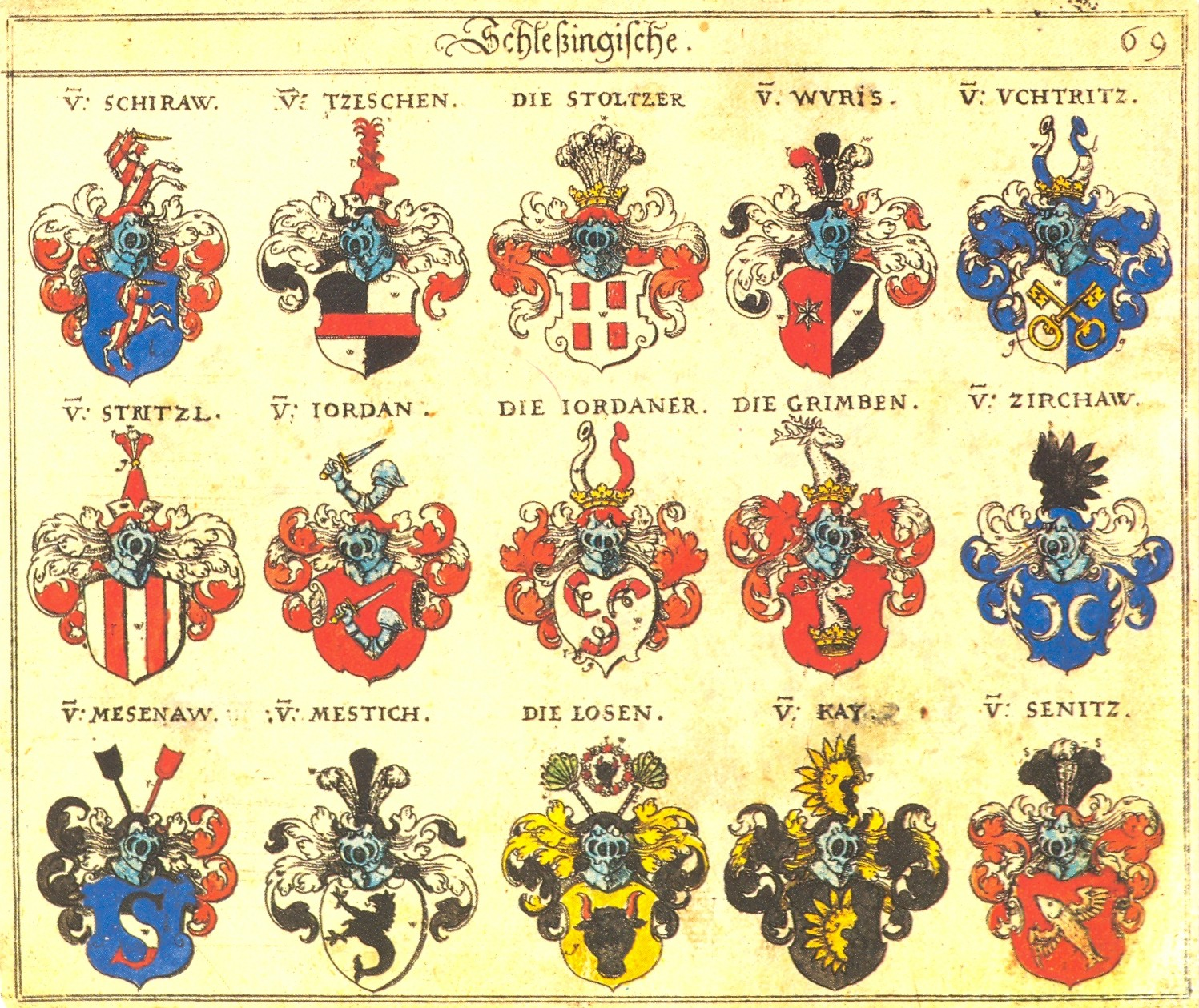
Wappen derer von Tzeschen in Siebmachers Wappenbuch, Abteilung Schlesische Ritterschaft

Das Geschlecht das der Historiker Sinapius zur alten schlesischen Ritterschaft zählte, erscheint dort erstmals 1321 mit Conradus de Tscheschow in einer Liegnitzer Urkunde. Das die tatarische Mütze als Helmzier auf die Teilnahme der Familie in der Schlacht bei Liegnitz hinweist, dürfte es sich um eine Legende handeln. Das Gut Jordansmühl im damaligen Fürstentum Brieg gehörte im 15. Jahrhundert Ruprecht von Tschesch, darauf Georg von Tschesch. 1541 ist Erasmus Czesch von Mirselwitz als Freirichter von Verlorenwasser in der damaligen Grafschaft Glatz erwähnt. Der Sohn von Friedrich von Tschesch auf Krippitz und Dammelwitz und dessen Ehefrau Helena von Pannwitz war der Jurist und Mystiker Johann Theodor von Tschesch, der das Gut Krippitz vor 1641 verkaufte. 1690 starb Christoph Friedrich von Tschesch auf Steudnitz im damaligen Fürstentum Liegnitz, der mit Anna Magdalena geb. von Zedlitz verheiratet war. Deren Grabstein befindet sich in der früheren evangelischen Pfarrkirche von Steudnitz.

### Niederlausitz
Die Herrschaft Amtitz bei Guben befand sich seit Anfang des 15. Jahrhunderts als königliches Mannlehen im Besitzer der Herren von Zeschau. Laut einer Urkunde vom 21. Dezember 1459 ging Amlitz an Hanns Tzeschow und dessen Erben. Über seine Söhne Balthasar und Kaspar von Tschesch, 1478 Besitzer von Amtitz wurde nach Landfriedensbruch die Reichsacht verhängt. Noch 1512 fungierte Balthasar von Tschesch als Landrichter in der Niederlausitz. Am 20. August 1551 ernannte Kaiser Ferdinand I. Wolf Zesch zum Landrichter des Markgrafentums Niederlausitz. Zur gleichen Zeit war Wenzel von Tscheschaw († 1569) Obereinnehmer der Niederlausitz, der aus einer schlesischen Linie stammte und 1546 sein Erbgut Strachau im damaligen Fürstentum Brieg verkaufte. Nach dem Tod der Brüder Wolf Dietrich († um 1569) und Kaspar von Zeschau erbte Amtitz deren Onkel Hans von Zeschau d. Ä. († um 1577), darauf Hans von Zeschau d. J. († 1578), worauf der Besitz durch Heimfall an die Krone Böhmens zurückfiel. Ein anderer Zweig, der bis in das 18. Jahrhundert blühte, besaß das Rittergut Drehne in der Herrschaft Sorau. 1713 heiratete Gottlob von Unruh auf Großenborau eine von Tschesch und Drehne. Der Zweig soll nach 1720 erloschen sein.

## Besitzungen (Auswahl)
- bei Goldberg: Steudnitz
- bei Guben: Amtitz
- bei Leipzig: Böhlen
- bei Neisse: Voigtsdorf
- bei Ohlau: Dammelwitz, Haltauf
- bei Oschatz: Lampertswalde
- bei Sagan: Dobritsch
- bei Schweidnitz: Mörschelwitz
- bei Sorau: Drehne

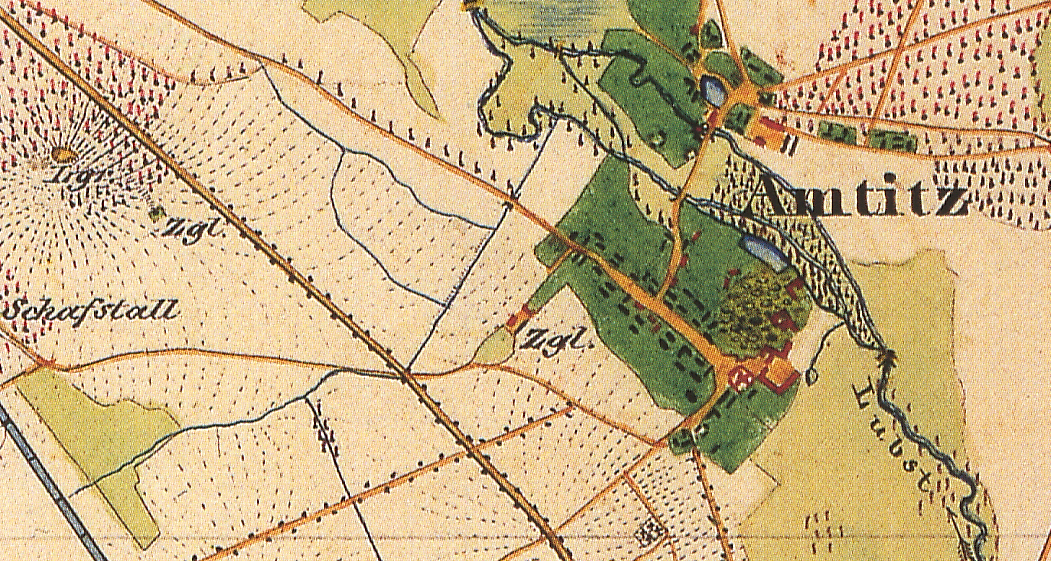
Amtitz auf einem Urmesstischblatt

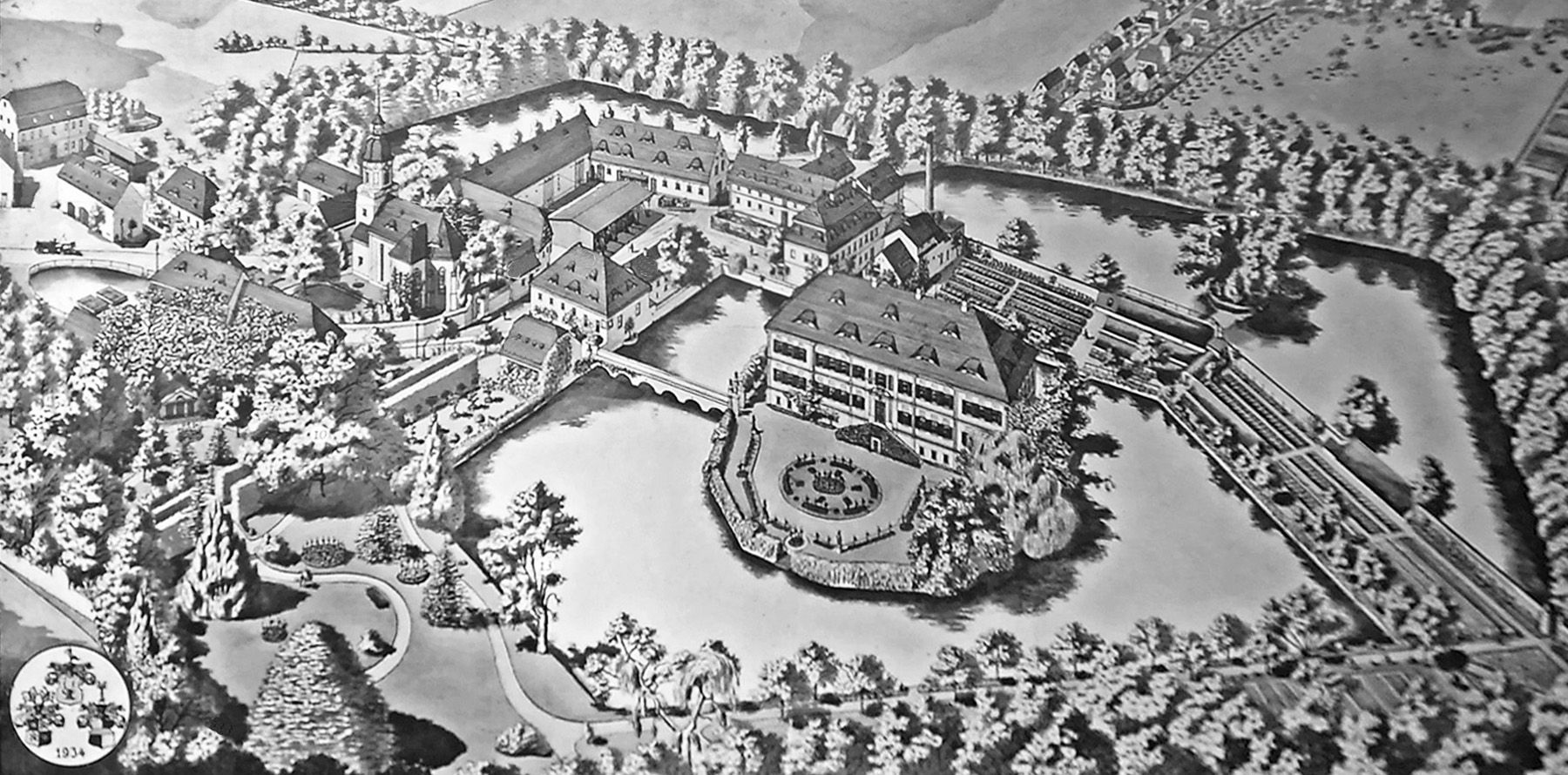
Rittergut Lampertswalde

- bei Strehlen: Grünheide, Krippitz, Niklasdorf
- bei Nimptsch: Mlietsch, Strachau

## Wappen
In von Schwarz und Silber geviertem Schild ein roter Balken. Auf dem Helm mit schwarz-silbernen Decken ein silbern gestulpter roter Spitzhut, umwunden von einer weißen Perlenschnur und besteckt mit einem schwarzen Hahnenschweif.

## Bedeutende Vertreter
- Heinrich von Zeschau (General, 1837) (1837–1904), sächsischer Generalleutnant und Stadtkommandant von Dresden
- Heinrich von Zeschau (General, 1866) (1866–1921), sächsischer Generalmajor
- Heinrich Anton von Zeschau (1789–1870), sächsischer Finanzminister
- Heinrich Wilhelm von Zeschau (1760–1832), sächsischer Generalleutnant, Staatssekretär und Gouverneur von Dresden
- Johann Theodor von Tschesch (1595–1649), deutscher Jurist und Mystiker